# Biehlerhof
Der Biehlerhof ist ein Weiler in der Ortsgemeinde Schönau (Pfalz) im Landkreis Südwestpfalz in Rheinland-Pfalz. Rechtlich handelt es sich bei ihm um einen Wohnplatz.

## Lage
Der Biehlerhof besteht aus insgesamt drei Anwesen und befindet sich im Wasgau, direkt südöstlich angrenzend an den Fischbacher Ortsteil Petersbächel.  Eine räumliche Trennung zu letzterem existiert nicht. Einen Kilometer weiter östlich liegt der Schönauer Ortsteil Gebüg. Unmittelbar nördlich vom Biehlerhof entspringt das Petersbächel, in den bereits 50 Meter weiter nördlich von links der Biehlerhofbach mündet. Südlich des Weilers steigt das Gelände zum Maimont an; dessen Gipfel sich auf 515 m Höhe hinter der rund zwei Kilometer südlich verlaufenden Staatsgrenze zu Frankreich befindet.

## Geschichte
1928 hatte der Biehlerhof elf Einwohner, die in einem Wohngebäude lebten. Beide Konfessionen gehörten damals zur Pfarrei von Schönau.

## Verkehr und Infrastruktur
Durch den Weiler verläuft die Kreisstraße 90, die vor Ort ebenfalls Biehlerhof heißt. Auf der benachbarten Fischbacher Gemarkung bildet sie die Gebüger Straße und innerhalb von Gebüg die Blumensteinstraße. Östlich von Gebüg mündet sie in die nach Schönau führende Kreisstraße 43.